# Доње Чичево (Градско)
Доње Чичево (мкд. Долно Чичево) је насеље у Северној Македонији, у средишњем делу државе. Доње Чичево управно припада општини Градско.

## Географија
Доње Чичево је смештено у средишњем делу Северне Македоније. Од најближег већег града, Велеса, насеље је удаљено 30 km јужно.
Рељеф: Насеље Доње Чичево се налази у историјској области Тиквеш. Село је положено на западном ободу Тиквешке котлине, на месту где се издижу прва брда, која даље на западу прелазе у планину Клепу. Насеље је положено на приближно 370 метара надморске висине. 
Месна клима је измењена континентална са значајним утицајем Егејског мора (жарка лета).

## Становништво
Доње Чичево је према последњем попису из 2002. године имало 72 становника. 
Већинско становништво у насељу су етнички Македонци (100%).
Претежна вероисповест месног становништва је православље.